# Georges roi de la mode
Pour plus de détails, voir Fiche technique et Distribution.
Georges roi de la mode (Turned Out Nice Again) est un film britannique réalisé par Marcel Varnel, sorti en 1941.

## Synopsis
George Pearson travaille comme contremaître chez Dawson, une entreprise de lingerie qui fabrique des sous-vêtements féminins avec des modèles désuets. Lorsque le directeur de l'usine, Nelson, est licencié pour avoir trompé l'entreprise, George est promu à sa place. George se précipite chez lui pour dire à sa fiancée, Lydia, que son salaire a été augmenté, et qu'ils vont enfin pouvoir se marier. George révèle anxieusement ses plans de mariage à sa mère dominatrice. Elle fait semblant d'avoir des problèmes cardiaques pour gagner sa sympathie et maintenir son emprise sur George. Lorsque les jeunes mariés emménagent dans leur nouvelle maison, elle continue d'entraver leur relation comme elle le peut.
Un an plus tard, George est envoyé à Londres pour tenir le stand de Dawson à une exposition de sous-vêtements, mais il devient vite évident que les sous-vêtements produits par Dawson sont vieux jeu et impopulaires. Pendant ce temps, les jeunes femmes affluent pour acheter les sous-vêtements modernes et séduisants vendus par McKinley, une entreprise rivale, dont le stand est tenu par Nelson. Nelson persuade George d'acheter les droits de fabrication pour l'Angleterre d'un nouveau fil. De retour chez lui, sa mère continue de causer des problèmes au jeune ménage. De plus George révèle à Lydia qu'il a dépensé toutes leurs économies sur le nouveau fil. Cependant elle est certaine qu'il pourra vendre les droits à Dawson's.
George envoie son fil pour en faire des échantillons de sous-vêtements féminins. Bien que les relations entre eux soient glaciales, Lydia rend visite à George à son bureau pour lui dire qu'elle a apporté les nouveaux échantillons. George fait en sorte que des mannequins habillés avec les échantillons soient envoyés au bureau de M. Dawson. Lydia poursuit en disant qu'elle le quitte, parce qu'elle ne peut plus supporter sa mère. Gerald Dawson, entendant Lydia critiquer les sous-vêtements de l'entreprise, est impressionné par son honnêteté et lui propose d'être son assistante. Mais les échantillons de George sont refusés par le père traditionaliste de Gerald parce que la lingerie est presque transparente. Lydia et George finissent par se disputer avec le vieux M. Dawson et George démissionne de son poste. Lydia décide de promouvoir les nouveaux échantillons en utilisant ses propres méthodes et part pour Londres. George, inconscient de cela, est incapable de trouver un emploi et se prépare à une saisie par des huissiers.
Lydia force la porte d'une conférence de fabricants de sous-vêtements à Londres, habillée avec les échantillons de sous-vêtements de George. Le nouveau fil fait sensation. Gerald, voyant sa photo dans un journal, décide de la contacter pour acheter les droits sur le fil. Pendant ce temps, Nelson arrive chez George avec l'intention de lui racheter les droits sur le fil. Réalisant que George n'est pas conscient de la sensation que sa femme a causée, il essaie de persuader George de vendre à bas prix. Lydia revient juste à temps, avec les Dawson, et empêche George de céder les droits. Finalement George accepte de vendre les droits à Dawson, à condition qu'on lui donne un emploi au bureau de Londres, afin que lui et Lydia puissent s'éloigner de sa mère.

## Fiche technique
- Titre original : Turned Out Nice Again
- Titre français : Georges roi de la mode
- Réalisation : Marcel Varnel
- Scénario : Austin Melford, John Dighton, Basil Dearden, d'après la pièce As You Are de Hugh Mills et Wells Root
- Direction artistique : Wilfred Shingleton
- Costumes : Dorothy Broomham
- Montage : Robert Hamer
- Production : Michael Balcon
- Production associée : Basil Dearden
- Société de production : Ealing Studios, Associated Talking Pictures
- Société de distribution : Ealing Distribution
- Pays d'origine :  Royaume-Uni
- Langue originale : anglais
- Format : Noir et blanc  — 35 mm — 1,37:1 — son mono
- Genre : Comédie
- Durée : 81 minutes
- Dates de sortie : 
  - Royaume-Uni : 27 mai 1941
  - France : 1er juin 1945

## Distribution
- George Formby : George Pearson
- Peggy Bryan : Lydia
- Elliott Mason : Mme Pearson, la mère de George
- Edward Chapman : Oncle Arnold
- O. B. Clarence : M. Dawson
- Mackenzie Ward : Gerald Dawson
- Ronald Ward : Nelson
- John Salew : Largos

## Chansons du film
- Auntie Maggie's Remedy, paroles et musique de George Formby et Eddie Latta, interprétée par George Formby
- Can't Go Wrong In These, Emperor Of Lancashire, You're Everything To Me, paroles et musique de Roger MacDougall, interprétées par George Formby
- I Do Like to Be Beside the Seaside de John Glover Kind
- Chinchilla, musique d'Ernest Irving
- Cabaret Nights, musique de Bretton Byrd
- Blue Orchids, musique de Hoagy Carmichael
- Dole Music, musique d'Ernest Irving